# Eduard Anderson
Eduard Wilhelm Franz Anderson (* 13. März 1873 in Preußisch Holland; † 5. Januar 1947 in Stade) war ein deutscher Maler, Grafiker und Museumsdirektor in Königsberg (Preußen).

## Leben
Eduard Anderson war der Sohn des Kanzleirates Heinrich Anderson und dessen Ehefrau Emilie, geb. Eichhorn, sowie Bruder der Schriftstellerin Lydia Timper-Anderson (1867–1935). In Elbing besuchte er das Realgymnasium und absolvierte von 1890 bis 1892 eine Lehre zum Fotografen. Von 1893 bis 1903 studierte er an der Kunstakademie Königsberg, wo er ein Schüler von Emil Neide, Max Schmidt und Olof Jernberg war. Zwischenzeitlich absolvierte er 1897/1898 seinen Wehrdienst als Einjähriger. Von 1899 bis 1920 unterrichtete er als Hilfslehrer an der Kunst- und Gewerbeschule in Königsberg sowie 1913 als Zeichenlehrer an der Albertus-Universität Königsberg. Während des Ersten Weltkriegs diente er als Offizier. 1915 war er Leutnant der Landwehr in Kurland.
Anderson betreute, bereits während seines Studiums beginnend, von 1897 bis 1920 als Assistent die Kupferstichsammlung der Albertus-Universität Königsberg und leitete von 1910 bis 1927 die Kunstsammlungen der Stadt Königsberg. Von 1910 bis 1932 saß er als Schriftführer im Vorstand des Königsberger Kunstvereins. Er begründete die Gemäldegalerie im Königsberger Schloss und initiierte das Stadtgeschichtliche Museum im Kneiphöfschen Rathaus, dessen erster Direktor er 1927 wurde. 1938 ging er als solcher in Pension, sein Nachfolger wurde Fritz Gause.
Anderson unternahm Studienreisen in die Niederlande, nach Nordafrika, in den Nahen Osten und nach Nordamerika. Als Landschaftsmaler (Aquarelle, Ölgemälde, Raffaëlli-Ölstift-Malerei), Radierer und Lithograph wählte er Motive aus Ostpreußen, insbesondere aus Königsberg und von der Kurischen Nehrung, mit der ihn sein Vetter, der Tiermaler Heinrich Krüger (1863–1901) in seiner Jugend bekannt gemacht hatte. Wie dieser gehörte Anderson zum Stamm der Künstlerkolonie Nidden.
Neben seinen künstlerischen, pädagogischen und musealen Tätigkeiten verfasste Anderson auch historische Schriften über Königsberg. Er war unter anderem Mitglied der Allgemeinen Deutschen Kunstgenossenschaft, der Freien Vereinigung der Graphiker und der Deutschen Kunstgemeinschaft in Berlin sowie der Königlichen Deutschen Gesellschaft.
Während des Zweiten Weltkriegs übernahm Anderson von 1940 bis 1945 die stellvertretende Leitung des Städtischen Museums. Er erlebte die Luftangriffe auf Königsberg im August 1944 und die Vernichtung eines Großteils der Museumsbestände mit. Schließlich flüchtete er von Königsberg in den Westen und starb 1947 in Stade.

## Werke (Auswahl)

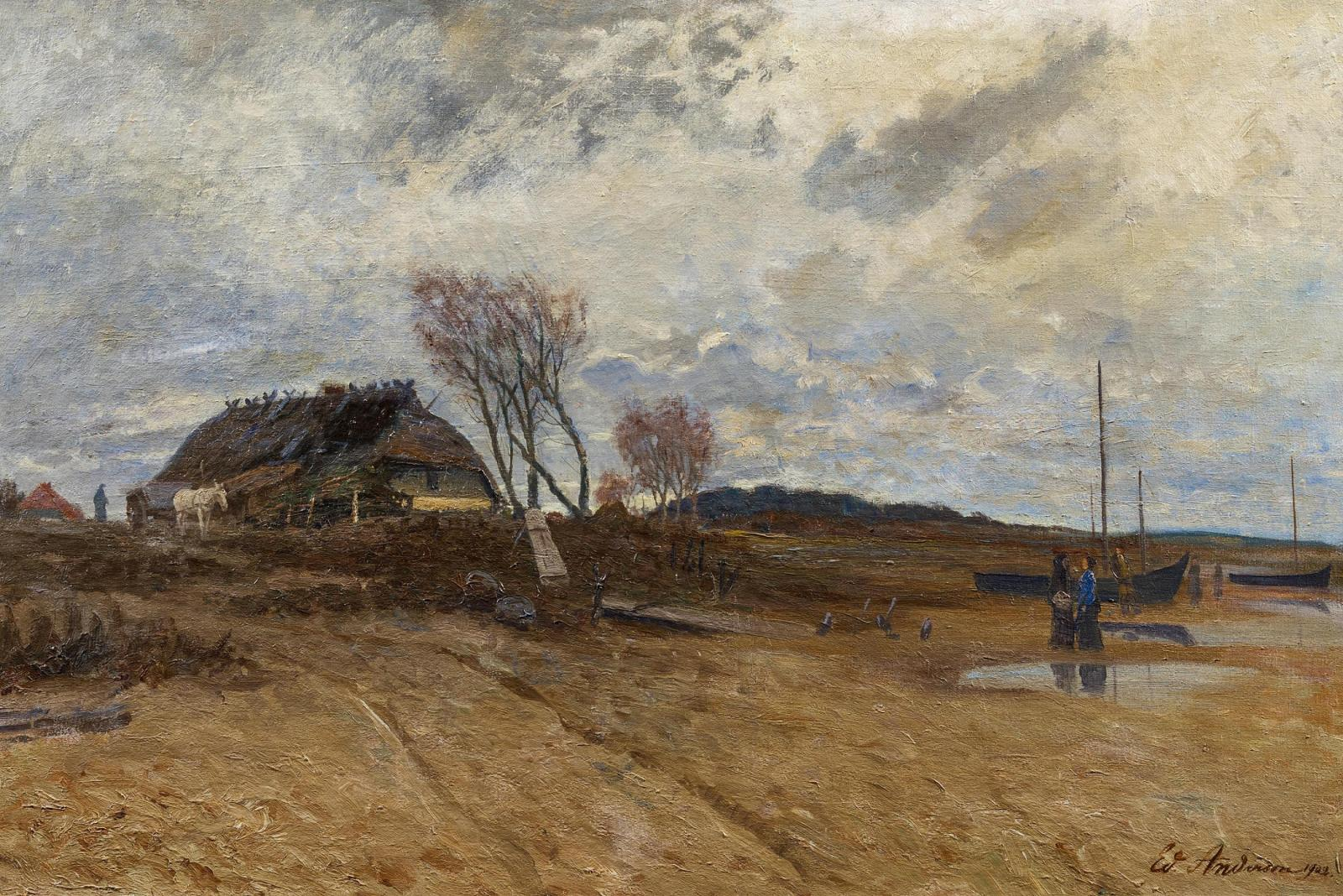
Eduard Anderson: Bauernkate am Meer bei Ebbe (1902)

### Gemälde und Grafiken
- Bauernkate am Meer bei Ebbe, 1902, Öl auf Leinwand, 82 × 120 cm, signiert und datiert unten rechts: „Ed. Anderson 1902“
- Feldweg, 1908; Landstraße, 1910; Kiefern auf der Düne, Radierungen, Staatliches Museum Schwerin[4]
- Landschaft im Samland, um 1920, Öl auf Leinwand
- Birken am Abend bei Rauschen, Pastell, Staatliche Museen zu Berlin, Nationalgalerie
- Tannenberg-Nationaldenkmal, Linolschnitt
- Mappe über Ostpreußen, Städteansichten, Lithografien (ca. 200 Platten)[4]

### Schriften
- Vom Kneiphöfschen Rathaus zum Stadtgeschichtlichen Museum. Gräfe & Unzer, Königsberg i. Pr. 1929.
- Zum 100jährigen Bestehen des Kunstvereins Königsberg. Ostpr. Druckerei, Königsberg i. Pr. 1931.
- Führer durch Königsberg und Umgebung. 7. Auflage. Gräfe und Unzer, Königsberg i. Pr. 1934.
- Das Kanthäuschen in Moditten. Städt. Verkehrsamt, Königsberg i. Pr. 1936.